# Mythica – Die Ruinen von Mondiatha
Mythica – Die Ruinen von Mondiatha (Originaltitel Mythica: The Darkspore) ist ein US-amerikanischer Fantasy-Abenteuerfilm aus dem Jahr 2015 von Anne K. Black, die gemeinsam mit Jason Faller, Kynan Griffin, Liska Ostojic und Justin Partridge das Drehbuch verfasste. Der Film ist der zweite Teil der Mythica-Filmreihe.

## Handlung
Trotz der erfolgreichen Rettungsaktion wird Teelas Schwester von Kishkumen, einem dunklen Magier mit gelben Augen, getötet. Dieser stiehlt den geheimnisvollen Stein, den sie bei sich trug, mit dem Ziel, diesen seinem Meister Szorlok zu übergeben.
Der angesehene Zauberer Gojun Pye weiß von diesem Stein, dass es sich dabei um eine Scherbe des Dunkelspore handelt, der seinem Besitzer enorme Macht verleihen kann. Einst gehörte der Dunkelspore dem Lichkönig. Um zu verhindern, dass er zukünftig eingesetzt werden kann, teilten die mächtigsten Zauberer um Gojun Pye den Dunkelspore in vier Stücke und verteilten sie überall auf der Welt. So wurde ein Stück dem Volk von Teela übergeben und ein weiteres in einer Drachenhöhle in einer alten Ruinenstadt versteckt. Vor Jahren fanden Szorlok und seine Anhänger einige dieser Fragmente.
Gojun Pye sucht im weiteren Verlauf das Gespräch mit Marek, in dem er ihr mitteilt, dass sie eine Nekromantin ist, genau wie Szorlok. Da auch Szorlok dieses Wissen besitzt, ist er gewillt, Marek auf seine Seite zu ziehen. Diese Gemeinsamkeit stellte auch einst Teela fest, als sie Mareks Bein heilte.
Marek und ihre Begleiter, Thane, Dagen und Hammerhead, müssen sich auf die Reise in die zerstörte Stadt Mondiatha machen und den bösen Nekromanten Szorlok daran hindern, alle Splitter des Dunkelspore zu erlangen. Ebenfalls auf dem Weg in die Ruinen ist Kishkumen. Unterwegs treffen sie Qole, einen geheimnisvollen Dunkelelfen-Krieger, dessen Gesicht mit seltsamen Zeichnungen übersät ist, die ihn vor dunkler Magie schützen. Er verbündet sich mit Marek, nachdem sie ihn vor Feen gerettet hat. Zudem werden sie von Peregus Malister und seinen Truppen verfolgt, der Rache für die Ereignisse des vorherigen Films nehmen will.

## Hintergrund
Über die Internetseite Kickstarter wurde Geld gesammelt, um den Film zu finanzieren. Die Filmproduktionen fanden im US-Bundesstaat Utah statt. Vom US-Bundesstaat Utah wurde die Filmreihe mit 278.000 $ finanziert.
In den USA erschien der Film am 19. Juni 2015. Am 28. August 2015 erschien der Film im deutschen Videoverleih. Seine deutsche Free-TV-Premiere feierte der Film am 6. März 2017 auf Tele 5.

## Rezeption
„Billig hingeschluderter Fantasy-Abklasch der „Herr der Ringe“-Saga.“

Auf yakovmerkin ist man der Meinung, dass der Film dem ersten Teil „definitiv überlegen“ sei. Das Schauspiel wird wieder als „exzellent“ aufgefasst und dramatische Szenen wirkten nie gestellt. Besonders die Darbietung von Melanie Stone wird lobend erwähnt. Positiv wird ebenfalls aufgenommen, dass Kevin Sorbo als Zauberer Gojun Pye deutlich mehr Sreentime erfährt. Die CGI-Effekte wären für einen Low-Budget-Film akzeptabel.
Im Popcornmeter, der Zuschauerwertung auf Rotten Tomatoes, hat der Film bei mehr als 100 Abstimmungen eine Wertung von 41 %. In der Internet Movie Database hat der Film bei über 4000 Stimmabgaben eine Wertung von 5,2 von 10,0 möglichen Sternen (Stand: Mai 2025). Generell fallen die Rezension im Vergleich zum ersten Film etwas schwächer aus.

## Fortsetzungen
2015 erschienen die Fortsetzungen Mythica – Der Totenbeschwörer. 2016 folgten Mythica: The Iron Crown und Mythica: The Dragon Slayer. Der sechste Teil Mythica: Stormbound wurde 2023 veröffentlicht.